# Harhaj
Harhaj este o comună slovacă, aflată în districtul Bardejov din regiunea Prešov. Localitatea se află la altitudinea de 212 m deasupra n.m., se întinde pe o suprafață de 4,43 km2 și în 2017 număra 271 de locuitori.

## Istoric
Localitatea Harhaj este atestată documentar din 1441.

## Demografie
| An:                | 1994 | 2004   | 2014 | 2024   |
| ------------------ | ---- | ------ | ---- | ------ |
| Număr de persoane: | 229  | 250    | 270  | 257    |
| Diferență:         |      | +9,17% | +8%  | −4,81% |

| An:                | 2023 | 2024   |
| ------------------ | ---- | ------ |
| Număr de persoane: | 260  | 257    |
| Diferență:         |      | −1,15% |